# Michel Zimmermann (Leichtathlet)
Michel Zimmermann (* 1. Januar 1960 in Ixelles/Elsene) ist ein ehemaliger belgischer Leichtathlet. Er nahm an den Olympischen Spielen 1984 in Los Angeles teil.

## Laufbahn
Zimmermann verbesserte bei den belgischen Meisterschaften 1979 den nationalen Rekord im 400-Meter-Hürdenlauf auf die Zeit von 51,36 s. Es war sein erster von sechs nationalen Meistertiteln, davon vier aufeinanderfolgend. Im selben Jahr belegte er über diese Strecke bei den Junioren-Europameisterschaften den sechsten Platz.
1982 nahm Zimmermann an den Europameisterschaften in Athen teil. Dort schied er im Halbfinale aus. 1984 war sein sportlich erfolgreichstes Jahr. Zunächst holte er sich am 8. Juli in der persönlichen Bestzeit von 49,64 s den nationalen Rekord von Rik Tommelein zurück und gewann seinen fünften belgischen Meistertitel. Am 5. August stand er bei den Olympischen Spielen 1984 im Endlauf. In einer Zeit von 50,69 s wurde er Siebter.
1987 gewann er seinen letzten belgischen Titel. In diesem Jahr nahm er auch an den Weltmeisterschaften in Rom teil, wo er bereits nach dem Vorlauf in 50,70 s ausschied.

## Persönliches
Er ist der Vater der Tennisspielerin Kimberley Zimmermann.

## Erfolge
- Belgischer Meister über 400 Meter Hürden: 1979–1982, 1984 und 1987